# 132 Aethra
Aethra /ˈiːθrə/ (định danh hành tinh vi hình: 132 Aethra) là một tiểu hành tinh kiểu M ở vành đai chính. Ngày 13 tháng 6 năm 1873, nhà thiên văn học người Mỹ gốc Canada James C. Watson phát hiện tiểu hành tinh Aethra khi ông thực hiện quan sát tại Đài quan sát Detroit và đặt tên nó theo Aethra, mẹ của Theseus trong thần thoại Hy Lạp. Nó có quỹ đạo hơi lệch tâm nên đôi khi khiến nó gần Mặt Trời hơn là gần Sao Hỏa. Nó là tiểu hành tinh đi qua Sao Hỏa được xác định đầu tiên.
Đường cong ánh sáng dễ thay đổi của nó khiến cho hình dạng của nó thuôn dài hoặc không đều.